# Ompok
Ompok és un gènere de peixos de la família dels silúrids i de l'ordre dels siluriformes.

## Taxonomia
- Ompok bimaculatus (Bloch, 1794)[2]
- Ompok binotatus (Ng, 2002)[3]
- Ompok borneensis (Steindachner, 1901)
- Ompok canio (Hamilton, 1822)
- Ompok eugeneiatus (Vaillant, 1893)
- Ompok fumidus (Tan & Ng, 1996)
- Ompok goae (Haig, 1952)
- Ompok hypophthalmus (Bleeker, 1846)[4]
- Ompok javanensis (Hardenberg, 1938)
- Ompok jaynei (Fowler, 1905)
- Ompok leiacanthus (Bleeker, 1853)[5]
- Ompok malabaricus (Valenciennes, 1840)
- Ompok miostoma (Vaillant, 1902)
- Ompok pabda (Hamilton, 1822)
- Ompok pabo (Hamilton, 1822)
- Ompok pinnatus (Ng, 2003)[6]
- Ompok platyrhynchus (Ng & Tan, 2004)[7]
- Ompok pluriradiatus (Ng, 2002)[3]
- Ompok rhadinurus (Ng, 2003)[8]
- Ompok sabanus (Inger & Chin, 1959)
- Ompok sindensis (Day, 1877)
- Ompok supernus (Ng, 2008)[9]
- Ompok urbaini (Fang & Chaux, 1949)
- Ompok weberi (Hardenberg, 1936)[10][11][12][13][14][15][16]